# Carlos Alberto Vázquez
Carlos Alberto Vázquez (* 13. Februar 1934 in Buenos Aires; † 27. November 2020) war ein argentinischer Radrennfahrer.

## Sportliche Laufbahn
Vázquez war im Bahnradsport sowie im Straßenradsport aktiv und Teilnehmer der Olympischen Sommerspiele 1964 in Tokio. Im 1000-Meter-Zeitfahren wurde er beim Sieg von Patrick Sercu 12. Im Sprint war er im Vorlauf ausgeschieden. 
Bei den Panamerikanischen Spielen 1963 gewann er die Goldmedaille im 1000-Meter-Zeitfahren, 1959 und 1967 gewann er Bronze. 
In seiner Heimat gewann er einige traditionsreiche Rennen wie das Criterium de Apertura de Mercedes 1952 und die Clásica del Oeste-Doble Bragado 1957 und 1960.